# 亞羅希克
46°14′8″N 34°42′20″E / 46.23556°N 34.70556°E
亞羅希克（烏克蘭語：Ярошик）是位於烏克蘭南部的村莊，由赫爾松州海尼切斯克區的海尼切斯克市镇負責管轄。該村面積13.9平方公里，海拔高度11米，2001年人口309，人口密度每平方公里22.2人。